# Tetrabutylorthosilicat
Tetrabutylorthosilicat ist organische Verbindung aus der Gruppe der Kieselsäureester mit 1-Butanol als Alkoholkomponente.

## Herstellung
Tetrabutylorthosilicat kann direkt aus Siliciumdioxid hergestellt werden, indem das Siliciumdioxid bei 260 °C mit 1-Butanol und Kaliumhydroxid umgesetzt wird. Dabei dient ein Molekularsieb (3 Å) zur Entfernung des entstehenden Wassers.

## Reaktionen
Tetrabutylorthosilicat wurde als Quelle von Silicium zur Herstellung von strukturierten Formen von Siliciumdioxid verwendet. Es kann beispielsweise zur Herstellung von mesoporösem Silica dienen, wobei größere Poren erhalten werden als bei Verwendung von anderen Siliciumquellen wie Tetramethylorthosilicat oder Tetraethylorthosilicat. Es eignet sich neben anderen Kieselsäureestern auch als Precursor für die Herstellung von kolloidalen mesoporösen Nanopartikeln aus Siliciumdioxid. Daneben eignet es sich für die Atomlagenabscheidung von Hafniumsilicat, wobei Hafnium(IV)-chlorid als Quelle für Hafnium dient.